# ابو-اندالف
ابو-اندالف (به لاتین: Abou-Ndoulaf) در جمهوری آفریقای مرکزی است که در bamingui-bangoran واقع شده‌است.